# 东山站 (平安北道)
東山站（韓語：동산역）是朝鮮民主主義人民共和國平安北道龟城市东山里的一個鐵路車站，属于青年八院线。

## 邻近车站
青年八院线
魚尾峴站 - 東山站 - 龟城站